# Euphorbia bouleyi
Euphorbia bouleyi es una especie fanerógama perteneciente a la familia de las euforbiáceas. Es endémica de Australia Occidental.

## Descripción
Es una planta compacta, postrada anual, hierba, que alcanza un tamaño de 0,1 m de altura. Flores de color crema, que aparecen en julio en el suelo seco rocoso marrón.

## Taxonomía
Euphorbia bouleyi fue descrita por Spencer Le Marchant Moore y publicado en Journal of the Linnean Society, Botany 45: 212. 1920.
Etimología
Euphorbia: nombre genérico que deriva del médico griego del rey Juba II de Mauritania (52 a 50 a. C. - 23), Euphorbus, en su honor – o en alusión a su gran vientre –  ya que usaba médicamente Euphorbia resinifera. En 1753 Carlos Linneo asignó el nombre a todo el género.
bouleyi: epíteto otorgado en honor de su descubridor, un tal De Bouley. No se ha hallado más información.
Sinonimia
- Euphorbia careyi F.Muell.